# 邁阿密瓦利 (喬治亞州)
邁阿密瓦利（英語：Miami Valley）是位於美國喬治亞州皮奇縣的一個非建制地區。該地的面積和人口皆未知。

## 地理
邁阿密瓦利的座標為32°33′14″N 83°47′48″W / 32.55389°N 83.79667°W，而該地的平均海拔高度為178米（即453英尺）。